# Dolina Waipi'o
Za naselje na otoku Oahuu, pogledajte Waipiʻo, Havaji.
Dolina Waipiʻo (eng. Waipiʻo Valley) dolina je smještena na havajskom Velikom otoku, u okrugu Hāmākua. Ime doline znači „zakrivljena voda” na havajskom jeziku.
U dolini se nalazio dvor nekih havajskih poglavica (havajski Aliʻi). Prvi vladar koji je tamo imao dvor bio je Kahaimoelea. Mjesto je bilo poznato po stablima Eugenije reinwardtiane, koja su zvana Nioi wela o Paʻakalana. Ta su se stabla nalazila pokraj dvora poglavicâ, ali je poglavica Kahekili II. dao spaliti četiri „sveta stabla” u 18. stoljeću.
Dolina je danas poznata po farmama taroa i prekrasnim vodopadima. Posljednja scena iz filma Vodeni svijet (1995.) snimljena je u dolini.